# Robert Greene (escritor estadunidense)
Robert Greene (nascido em 14 de maio de 1959) é um autor americano de livros sobre estratégia, poder e sedução. Greene escreveu sete best-sellers internacionais, incluindo As 48 Leis do Poder, A Arte da Sedução, As 33 Estratégias de Guerra, A 50ª Lei (com o rapper 50 Cent), Maestria, As Leis da Natureza Humana e 365 Leis.
Greene afirma que não tenta seguir todos os seus conselhos, pois: "Qualquer pessoa que o fizesse seria uma pessoa horrível e feia de se ter por perto."

## Primeiros anos
O filho mais novo de pais judeus, Greene cresceu em Los Angeles e frequentou a Universidade da Califórnia, Berkeley, antes de terminar o seu curso na Universidade de Wisconsin-Madison com bacharelado em estudos clássicos. Antes de se tornar um autor, Greene estima que trabalhou em cerca de 50 empregos, inclusive como operário da construção civil, tradutor, editor de revista e escritor de filmes de Hollywood. Em 1995, Greene trabalhou como escritor na Fabrica, uma escola de arte e média em Itália, e conheceu um editor de packaging editorial chamado Joost Elffers. Greene propôs um livro sobre poder para Elffers e escreveu um rascunho que eventualmente se tornou As 48 Leis do Poder. Greene destacaria isso como o ponto de viragem da sua vida.

## Livros

Capa

### As 48 Leis do Poder
O primeiro livro de Greene, As 48 Leis do Poder, publicado pela primeira vez em 1998, apresenta-se como um guia para quem quer o poder, observa o poder ou se quer armar contra o poder. As leis são derivadas das vidas de estrategistas e figuras históricas como Nicolau Maquiavel, Sun Tzu, Haile Selassie I, Carl von Clausewitz, Rainha Elisabete I, Henry Kissinger e P.T. Barnum. Cada lei tem o seu próprio capítulo, completo com uma “transgressão da lei”, “observância da lei” e/ou uma “reversão”.
A ideia por trás do primeiro livro de Greene é que o poder é amoral, ou seja, não é bom nem mau. As 48 Leis do Poder destacam como conceituamos o poder e como nos comportamos em diferentes instituições hierárquicas.
Várias prisões americanas proibiram As 48 Leis do Poder e As 33 Estratégias de Guerra como medida de segurança.
Foram vendidas mais de 1,2 milhão de cópias de As 48 Leis do Poder  e a obra foi referenciada por 50 Cent, Jay-Z, Quincy “QD3” Jones III, Chris Lighty, Lyor Cohen, Kevin Liles, Michael Jackson, Courtney Love, e Will Smith. Busta Rhymes usou As 48 Leis do Poder para lidar com produtores de filmes problemáticos.
As 48 Leis do Poder foram mencionadas em músicas de Jay Z, Kanye West e Drake e em vídeos de The Kid LAROI e Central Cee. Greene afirmou que o ex-presidente cubano Fidel Castro também leu o livro.
O Sunday Times observou que As 48 Leis do Poder tornaram-se a "bíblia do traidor de Hollywood" e que embora o livro seja supostamente usado por alguns executivos de negócios, é difícil encontrar pessoas que reconheçam publicamente a sua influência por causa da natureza controversa do livro. Greene responde a esse sentimento afirmando: "Estas leis... as pessoas podem dizer: 'Oh, elas são más', mas são praticadas dia após dia por empresários. Você está sempre a tentar livrar-se da concorrência e isso pode ser bastante sanguinário, e essa é apenas a realidade."
Drake está a produzir uma série cinematográfica baseada no livro.

### A Arte da Sedução
O segundo livro de Greene, A Arte da Sedução, foi publicado em 2001. O livro traça o perfil dos dez tipos de sedutores (por exemplo: a Sereia, o Amante Ideal, o Dândi, o Sedutor Natural, o Carismático e a Estrela) e detalha aspetos de atração, autenticidade, narrativa e negociação. Greene usa exemplos de figuras históricas como Cleópatra, Giacomo Casanova, Duke Ellington e John F. Kennedy para apoiar a psicologia por trás da sedução.
Já vendeu mais de 500.000 cópias.

### As 33 Estratégias de Guerra
As 33 Estratégias de Guerra é o terceiro livro de Greene e foi publicado em 2007. O livro está dividido em cinco partes: Guerra Autodirigida, Guerra Organizacional (Equipa), Guerra Defensiva, Guerra Ofensiva e Guerra Não Convencional (Suja). O livro é um guia para a campanha da vida quotidiana e destila a sabedoria militar de figuras históricas como Napoleão Bonaparte, Sun Tzu, Alfred Hitchcock, Alexandre, o Grande e Margaret Thatcher.
O Sunday Times denominou o livro como "um excelente kit de ferramentas para lidar com negócios e relacionamentos", e o The Independent afirma que Greene está "a estabelecer-se como um Maquiavel moderno", mas que "nunca está claro se ele realmente acredita no que escreve ou se é apenas uma manobra dele, um instrumento da sua vontade para vender livros de capa dura de £20." O jogador da NBA Chris Bosh afirmou que o seu livro favorito é The 33 Strategies of War. Já vendeu mais de 200.000 cópias.

### A Lei de Fifty
A Lei de Fifty é o quarto livro de Greene - escrito em colaboração com o rapper 50 Cent - e foi publicado em 2009. O livro mistura conversas sobre estratégia e destemor, complementando episódios da ascensão de 50 Cent como um traficante e um músico promissor com lições de várias figuras históricas. Cada um dos 10 capítulos do livro explica um fator de destemor e começa por contar como 50 pessoas aprenderam essa “Filosofia do Destemor” em Southside Queens.
O livro estreou em 5º lugar na lista dos mais vendidos do The New York Times e foi um best-seller do USA Today.

### Maestria
O quinto livro de Greene, Maestria, foi lançado em 13 de novembro de 2012. Maestria examina a vida de figuras históricas e contemporâneas, como Charles Darwin, Paul Graham, os irmãos Wright, Benjamin Franklin, Thomas Edison e Mozart, e destila os traços e ingredientes universais que os tornaram mestres. O livro está dividido em seis secções, cada uma focando-se em lições e estratégias essenciais no caminho para a maestria.
Maestria alcançou o 6º lugar na lista dos livros mais vendidos do The New York Times e foi destaque na CNN Money, The Huffington Post, The New York Times, Business Insider, Forbes, Management Today e Fast Company.

### As Leis da Natureza Humana
O sexto livro de Greene, As Leis da Natureza Humana, foi lançado em outubro de 2018. O livro examina os impulsos, motivações e vieses cognitivos conscientes e inconscientes das pessoas.

### 365 Leis
365 Leis, o sétimo livro de Greene, foi lançado em outubro de 2021. O livro apresenta textos concisos sobre sabedoria, sendo que a cada dia do ano é dedicada uma “Lei Diária” e cada mês centra-se num tema diferente.

## Média
A obra de Greene foi apresentada no The New York Times, no USA Today, na CNN, no The New Yorker, na Newsweek, no Los Angeles Times, na Forbes e no Huffington Post . Greene também apareceu no The Today Show, na CNBC, na ABC e na MTV News.
Em 2013, Greene fez uma apresentação sobre o seu livro Maestria na Talks at Google. No final do ano, Greene fez uma apresentação numa conferência TED intitulada "A chave para te transformares”. Em 2016, uma apresentação anterior de Robert foi carregada na Microsoft Research intitulada "Guerra, Poder, Estratégia". Em 2019, fez outra apresentação na Talks at Google sobre o seu livro As Leis da Natureza Humana.
Em 16 de dezembro de 2022, durante os protestos contra a morte de Mahsa Amini, a Neighborhood Youth Alliance of Iran e a Neighborhood Youth of Karaj Group distribuíram um texto que atribuíram a Greene, descrevendo estratégias de oposição ao sistema governamental da República Islâmica do Irão. O Instituto para o Estudo da Guerra sugeriu que o texto correspondia a um vídeo de Greene no YouTube de 7 de dezembro sobre os protestos. Uma lista de cinco pontos de estratégias de desobediência civil para sustentar o movimento de protesto foi distribuída com o texto.

## Vida pessoal
Greene vive em Los Angeles com a sua esposa Anna Biller, que é cineasta. Greene fala cinco línguas e é estudante do Budismo Zen.
Greene é mentor de Ryan Holiday, autor dos best-sellers Acredite Estou Mentindo - Confissões de um manipulador da mídia, O Obstáculo é o Caminho, Ego Is the Enemy e Estoico Todos os Dias.
Quando questionado em 2012 se ele é religioso, Greene disse: "Sou judeu, mas não tenho uma prática espiritual assídua. Não sou ateu radical; sou mais ou menos como Einstein era: ele não acreditava no Deus judeu. Estou intrigado com a sensação de que há algo além.
Greene sofreu um grave acidente vascular cerebral antes de lançar o seu novo livro As Leis da Natureza Humana em 2018. Uma picada de abelha que precipitou um coágulo sanguíneo no seu pescoço causou o AVC, deixando Greene sem conseguir usar a mão e a perna esquerdas por um período de tempo.